# Natacha Mohbat
Natacha Mohbat (ur. 17 października 1996) – libańska narciarka alpejska, uczestniczka Mistrzostw Świata 2013, uczestniczka Zimowych igrzysk olimpijskich w Pjongczangu.
Mohbat raz brała udział na mistrzostwach świata. Najlepszym jej miejscem w zawodach tej rangi jest 76. miejsce w gigancie na Mistrzostwach Świata 2013 w Schladming.
Mohbat nigdy nie wystartowała w zawodach Pucharu Świata.

## Osiągnięcia

### Mistrzostwa świata
| Mistrzostwa     | Konkurencja | Czas    | Wynik | Zwycięzca        |
| --------------- | ----------- | ------- | ----- | ---------------- |
| Schladming 2013 | Gigant      | 1:24.05 | 76.   | Tessa Worley     |
| Schladming 2013 | Slalom      | 1:10.28 | 82.   | Mikaela Shiffrin |